# Демиденко, Иван Митрофанович
Демиденко Иван Митрофанович (1 сентября 1921, Кривой Рог, Екатеринославская губерния — 8 ноября 1943, Кривой Рог, Днепропетровская область) — советский военнослужащий, руководитель подпольной комсомольско-молодёжной группы «Дзержинец» в Кривом Роге.

## Биография
Родился 1 сентября 1921 года в городе Кривой Рог.
В 1939 году окончил криворожскую школу № 26 на Дзержинке. Поступил в танковое училище.
С сентября 1939 года служил в Рабоче-крестьянской Красной армии. Младший командир. В составе танковых частей участвовал в боях на западной границе СССР, где был тяжело ранен в руку. Рана долго не заживала и Иван получил отпуск, раненным вернулся в Кривой Рог, где встретил оккупацию города. Осенью 1941 года установил связь с выпускниками и учениками школы № 26, в ноябре 1942 года создал и возглавил подпольную комсомольско-молодёжную группу «Дзержинец». Действовал под именем Илья Нилов. В группу входил и его брат Пётр. Подпольщики организовали выпуск листовок, совершали диверсии на железной дороге и шахтах. Был создан подпольный госпиталь в лесополосе, где лечились раненные красноармейцы. Спас много людей от угона в Германию, готовил вооружённое восстание.
Погиб 8 ноября 1943 года в стычке с полицией при защите конспиративной квартиры.
Похоронен в Кривом Роге. Через несколько лет после окончания Великой Отечественной войны, по просьбам родственников, вместе с другими подпольщиками был перезахоронен в братской могиле советских воинов и комсомольцев-подпольщиков в парке рудоуправления имени Ф. Э. Дзержинского.

## Награды
- медаль «За отвагу» (посмертно).

## Память
- В 1965 году именем названа бывшая 3-я пролетарская улица в Саксаганском районе Кривого Рога[3][4];
- Памятная доска на здании бывшей школы № 26 в Кривом Роге;
- Памятная доска в Кривом Роге[5].